# Хойер, Арне
Арне Хойер (дат. Arne Høyer, 9 ноября 1928, Струер, Дания — 2 апреля 2010, там же) — датский гребец (каноист), бронзовый призёр Олимпийских игр в Риме (1960).
Выступал на спринтерских дистанциях. Наивысшего достижения сумел добиться на летних Олимпийских играх в Риме (1960), когда в составе датской каноэ-четверки стал третьим на дистанции 500 м.